# لاتین امروزی
لاتین امروزی گونه‌ای از زبان لاتین است که از اواخر سده نوزدهم استفاده می‌شود. گونه‌های مختلفی از لاتین امروزی را، از جمله استفاده از واژگان لاتین در آرایه‌شناسی و استفاده کلیسایی در کلیسای کاتولیک، می‌توان یافت اما لاتین زنده یا گفتاری رایج را لاتین امروزی می‌نامند.